# Новоселівка (Зіньківська міська громада)
Новосе́лівка — село в Україні, у Зіньківській міській громаді Полтавського району Полтавської області. Населення становить 494 осіб. До 2020 орган місцевого самоврядування — Новоселівська сільська рада.

## Географія
Село Новоселівка знаходиться на лівому березі річки Мужева Долина, вище за течією на відстані 0,5 км розташоване село Дуб'янщина, нижче за течією на відстані 2,5 км розташоване село Гришки. Річка в цьому місці пересихає, на ній зроблено кілька загат.
Відстань до райцентру становить понад 27 км і проходить автошляхом Т 1706.

## Історія
Виникнення хутора Новоселівка (ще на початку ХХ століття побутувала паралельна назва Рощаковщина) пов’язане з діяльністю родини поміщиків Рощаковських. Судячи з метричних книг і сповідних розписів церкви св. Михаїла (село Загрунівка), до приходу якої була приписана Рощаковщина, хутір з такою назвою існував ще у ХVІІІ столітті. 

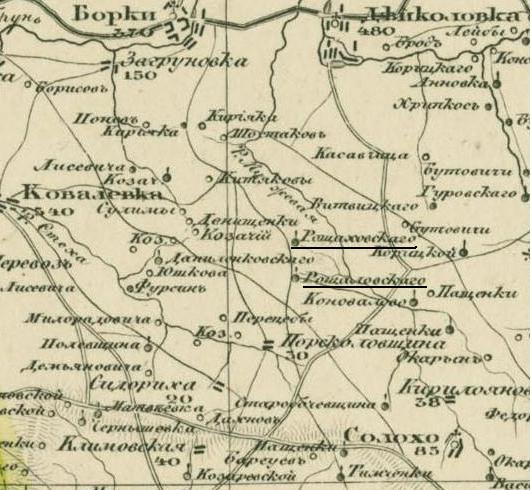
Два хутори Рощаковського. Перша половина ХІХ століття

Згідно зі «Списками населенных мест» 1859-1862 років, існувало два села з назвою Новоселівка. Одне з них було невеликим (68 осіб) і розташовувалося при колодязі на дорозі із Зінькова в Решетилівку. Його друга назва – Оленівка. Інше (223 особи) – на ставку біля протоки Мужевої, неподалік знаходилося власницьке село Улянівка (184 особи). Станом на 1882-1883 роки в цих місцях існувало кілька товариств тимчасово зобов’язаних селян: село Новоселівка (279 чоловік), село Улянівка (195 чоловік), хутір Веселий (49 чоловік), хутір Голіньківщина (певно, паралельна назва Оленівки – 31 чоловік); Пантелеймонівське товариство – 88 чоловік . Ці хутори були населені колишніми кріпаками та їхніми нащадками. Станом на 1910 рік на цих землях існували такі населені пункти: Веселий (79 чоловік: 2 ковалі, 3 чоловіки й 1 жінка займалися поденщиною, іншими заняттями – 4 чоловіки й 1 жінка), Голіньківщина (43 особи: поденщиною займалося двоє, 2 жінки – інші заняття), Новоселівка (377 чоловік: 2 кравці, 5 ковалів, 5 чоловіків і 5 жінок займалися поденщиною, «зажонщиків» – 19 чоловіків і 1 жінка, 1 представник інтелігенції, інші – 4 чоловіки, 3 жінки; тут був розташований паровий млин із просорушкою), Пантелеймонівка (84 особи: 1 кравець, 1 чоботар, 2 поденщики, 1 інтелігент, 2 – інші заняття), Рощаковщина (30 чоловік), Улянівка (161 особа, 2 кравці, 13 «зажонщиків», іншими заняттями займалося 1 чоловік і 2 жінки).

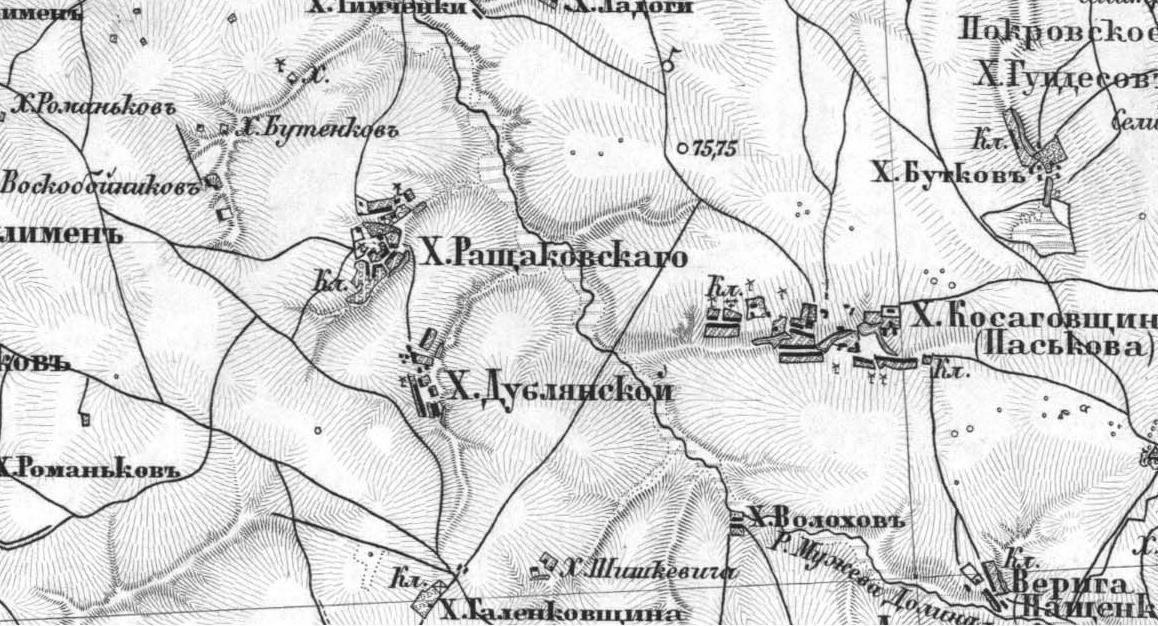
Хутір Рощаковського – Новоселівка

Жертвами Голодомору 1932—1933 років стало 19 осіб.
12 червня 2020 року, відповідно до розпорядження Кабінету Міністрів України № 721-р «Про визначення адміністративних центрів та затвердження територій територіальних громад Полтавської області», село увійшло до складу Зіньківської міської громади.
19 липня 2020 року, в результаті адміністративно - територіальної реформи та ліквідації Зіньківського району, село увійшло до складу новоутвореного Полтавського району Полтавської області.

## Населення

### Мова
Розподіл населення за рідною мовою за даними перепису 2001 року:
| Мова       | Кількість | Відсоток |
| ---------- | --------- | -------- |
| українська | 480       | 97.17%   |
| російська  | 17        | 2.23%    |
| румунська  | 1         | 0.40%    |
| білоруська | 1         | 0.20%    |
| Усього     | 494       | 100%     |

## Економіка
- Молочно-товарна ферма.
- СТОВ «Воскобійники»

## Об'єкти соціальної сфери
- Клуб.

## Відомі люди
- Гришко Володимир Васильович — Голова Полтавської обласної ради (2002-2006).